# Hammerbrief
Ein Hammerbrief war die schriftliche Vereinbarung über die Verleihung eines Eisenhammers von einem Lehensgeber (zumeist dem Landesherrn) an einen Hammerherrn als den Betreiber eines solchen Werkes; letzterer hatte im Gegenzug für sein Lehen jährlich einen vorgeschriebenen Zins zu reichen. Das hoheitliche Hammerrecht gehörte früher zu den königlichen Regalien, das nun zum Gegenstand wirtschaftlicher Erwägungen und Spekulationen wird.
Ein solcher Lehenbrief wies einige Besonderheiten auf, welche zum einen die Betriebsfähigkeit eines Hammerwerkes garantieren und zum anderen die Forderungen des Lehensgebers absichern sollten. Dazu gehörte in der Regel die Zusage der Nutzung aller Gebäude und landwirtschaftlicher Grundstücke, welche zum Betrieb des Werkes und zur Selbstversorgung aller Betriebsangehörigen notwendig waren. Auch wenn der Grundstückseigentümer nicht in der Lage sein sollte, den Hammerbetrieb auszuüben oder diesen einem Dritten überlässt, so musste er die jährliche Rente dennoch bezahlen. Diese entspricht also einem Ewiggeld, das auf ein Grundstück zu leisten ist.
Auch das Recht am Wasser, um die Wasserräder, um Pochwerk und Schwanzhämmer zu betreiben, wird zugesagt. Für den Betrieb des Werkes werden auch die notwendigen Materialien aus landesherrlichen Besitz zur Verfügung gestellt, als da sind Lehm für den Rennofen und das Löschfeuer, Brenn-, Werk- und Bauholz und dann die für den Hammer lebensnotwendige Holzkohle; das alles soll von den Forstleuten geliefert und von den Amtsleuten kontrolliert werden. Da der Verbrauch an diesen Rohstoffen sehr hoch war, wird damit die wirtschaftliche Existenz des Werkes gesichert.
Zudem wird dem Hammerherrn und seinen Arbeitern Schutz und Schirm zugesagt. Diese Schutzgarantie war sinnvoll, da die Werke bisweilen an sehr abgelegenen Standorten lagen; ein Verstoß (Raub, Brandstiftung) hatte also eine landesherrliche Vergeltung zur Folge.
Dem Hammerherrn wurde auch die niedere Gerichtsbarkeit über die Schmiedleute übertragen. Hätte ein Verstoß vor einem Gericht abgehandelt werden müssen, so hätte das zu einem großen Verlust an Zeit und zu einem Arbeitsausfall geführt, so kann dies vor Ort abgehandelt werden.
Sollte ein Arbeiter in einem Wirtshaus Zech- oder Spielschulden haben, so durfte ihm nur das Gewand oberhalb des Gürtels abgenommen werden, er durfte aber nicht gehindert werden, wieder zu seiner Arbeit zurückzugehen. Auch dies bedeutete einen Schutz des Hammerherrn gegen eine Abpfändung und Inhaftnahme seiner Arbeitskräfte.
Die Übertragung dieser Rechte ging meist an den Hammerherrn und seine Frau. Das hatte haftungsrechtliche Gründe, denn für den Gläubiger war es günstiger, für eine Forderung zwei Schuldner zu haben. Da Ehen meist unter gleichwertigen Partnern geschlossen wurden, war davon auszugehen, dass auch die Frau aus einer vermögenden Familie stammte, die für die Schulden einstehen konnten.
Zudem erkennt der Landesherr den Inhalt des Briefes für sich und seine Rechtsnachfolger gegenüber jedem weiteren Briefinhaber verbindlich an. Ein Briefinhaber musste aber den Erhalt des Briefes von seinen Besitzvorgängern nachweisen können; damit war ausgeschlossen, dass ein Brief durch Gewalt, Abhandenkommen oder „ohne guten Willen“, d. h. durch eine Täuschungshandlung, in die Hände eines anderen gekommen ist. Das „Recht aus dem Papier“ folgt also aus dem „Recht am Papier“.
Ein Hammerbrief überträgt also an den Hammerherrn gerade so viele Rechte, wie es zur selbständigen Ausübung seines Geschäftes notwendig ist. Gleichzeitig wird das Betriebsrisiko auf ihn abgewälzt. Der Briefaussteller kommt in den Genuss einer verhältnismäßig gesicherten Rendite, dem Hammerherrn verbleibt aber die Aussicht auf einen konjunkturabhängigen Gewinn.
Beispiel eines Hammerbriefes ausgestellt für Heinrich Castner von Pfalzgraf Otto I. von Pfalz-Mosbach:
Wir Ott Pfalzgraf, anstatt Ludwig Pfalzgrafen unseres lieben Bruders gelassen haben Heinrich Castner, Bürger zu Amberg, und seiner Hausfrauen den Hammer und Hammerstatt zu den neuen Mühle, oberhalb Ambergs an der Vilse gelegen – mit aller Zugehörung – alle Jahr und Zins 7 Pfund 40 Pfennige ½ Walburgis, ½ Michaelstag. Sie sollen auch ihr Hutkapfer und die Dienstleut Recht stellen, auch ihr Schmiedvolk und ihre Dienstleut wohl strafen, büßen oder ins Gefengnuss legen, wie und wann sie wollen, ausgenommen, was unser groß Gericht antrifft. Auch ist zu wissen, als die Bürger des Rats der Stadt Amberg, die vermeint haben, daß der vorgenannte Hammer auf dem Arztperg im Berggeding zu Amberg Zolle von dem Arzt geben sollt  und aber der Georig Castner, auch Bürger zu Amberg, der der obgenant Hammer gewest und ihme nun dem vorgenant Heinrichen Castner verkauft hat, vermeint, daß er zollfrei war, das sie der vorgenant Hammer hinfür ewigklich zollfrei sein soll auf dem Erzberg im Burggeding zu Ambeerg und keinen Zoll von dem Arzt nit geben soll. Amberg ipse die beati Thoma  ap. 1430.